# Yuri Morales
Yuri Morales (* 30 de septiembre de 1981; San Juan, Puerto Rico) es un ex futbolista estadounidense  actualmente retirado, su último equipo fue el California Victory FC.
Su familia se trasladó a Santa Cruz, California cuando Yuri tenía 18 meses. Es hijo del puertorriqueño Raul Morales y de la polaca-estadounidense Helen Nunberg.

## Trayectoria
| Período   | Club                                                                                       | Partidos - goles - asistencias |
| --------- | ------------------------------------------------------------------------------------------ | ------------------------------ |
| 2004      | Artsul Futebol Club, Brazilian 3. Division                                                 | ? -? -?                        |
| 2004      | Viborg FF (Reserves) Denmark Serie (3. Division)                                           | 15 - 18 -?                     |
| 2004      | Viborg FF Danish Super League                                                              | 4 - 1 - 2                      |
| 2005-2006 | Ølstykke FC Danish 1. Division                                                             | 23 - 2 - 5                     |
| 2006      | Portland Timbers FC [USL] 1.ª División                                                     | 7 - 0 - 2                      |
| 2006      | Puerto Rico Islanders FC USL 1.ª División, Concacaf Champions Cup Qualification Tournament | 2 - 2 -?                       |
| 2007      | California Victory FC [USL] 1.ª División                                                   | 29 - 6 - 3                     |